# 北条菊千代
北条 菊千代（ほうじょう きくちよ、生没年不詳）は、後北条氏の一族。祖父は北条氏康。父は北条氏規で次男。早世したといわれる。兄に北条氏盛。弟や姉妹に北条勘十郎、北条松千代、智清禅定尼（北条直定室）、安養院殿（白樫三郎兵衛室）、女（東条長頼室）らがいる。